# Thomas Alexandre Dumas

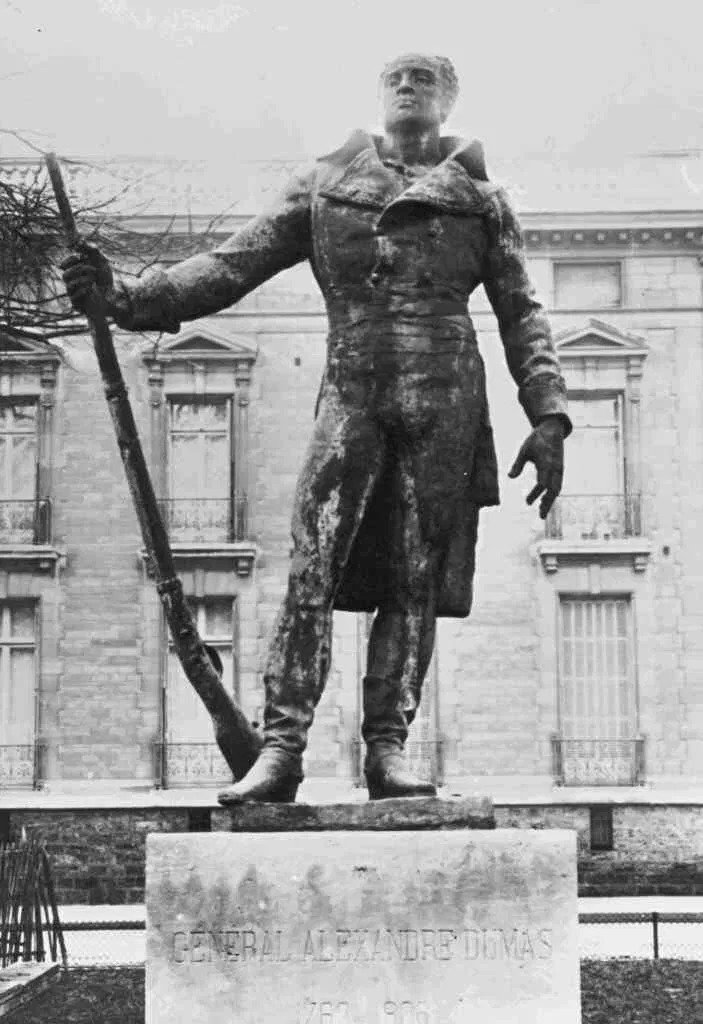
Standbeeld van Dumas door Alphonse de Perrin de Moncel. Het in 1913 opgerichte beeld is onder de Duitse bezetting tijdens de Tweede Wereldoorlog vernield door Franse collaborateurs. Op de Place du Général-Catroux in Parijs, waar het beeld stond, is in 2008 een nieuw werk geplaatst bestaande uit grote ijzeren boeien.

Thomas Alexandre Dumas Davy de la Pailleterie (Jérémie, 25 maart 1762 – Villers-Cotterêts, 26 februari 1806) was een Frans generaal en een van de weinige gekleurde generaals in het Franse leger. Hij was tevens de vader van schrijver Alexandre Dumas père.

## Biografie

### Vroege jaren
Dumas werd geboren in de Franse kolonie Saint-Domingue, het huidige Haïti, als zoon van de Normandische edelman Alexandre Antoine Davy de Pailleterie en zijn Afrikaanse slaaf Marie-Cessette Dumas. Op veertienjarige leeftijd werd hij door zijn vader voor 800 livres aan de Franse kapitein Langlois verkocht. Op 30 augustus van datzelfde jaar arriveerde hij in Le Havre en werd hij daar door zijn vader weer vrijgekocht. Hij woonde de eerste jaren in Frankrijk op het familielandgoed van zijn vaders familie en na hun verhuizing naar Parijs verkreeg hij daar de opleiding van een echte edelman.

### Carrière in het leger
In 1786 besloot Dumas om te gaan dienen in het leger. Vanwege zijn gemengde afkomst verkreeg hij echter niet de officiersfunctie die veel edellieden wel verkregen. Onder de naam Alexandre Dumas ging hij dienen bij het 6e régiment de dragons, een regiment dragonders. In zijn eerste dienstjaren was hij gelegerd in Laon, maar na de uitroeping van de Franse Republiek werd zijn legeronderdeel naar Villers-Cotterêts gestuurd. Daar leerde hij Marie-Louise Labouret kennen, met wie hij zich algauw verloofde.
In oktober 1792 werd hij benoemd tot luitenant-kolonel van het Légion franche des Américains et du midi', een legeronderdeel dat uitsluitend bestond uit vrije, gekleurde mensen. Nadat een jaar later het onderdeel werd opgeheven, kreeg hij een aanstelling als brigadegeneraal in het Armée du Nord. Al snel volgden verschillende andere aanstellingen en was hij betrokken bij het neerslaan van de Opstand in de Vendée. In november 1796 diende hij onder Napoleon Bonaparte bij het Beleg van Mantua. Hij bleef daarna actief in Noord-Italië en vocht vervolgens onder het commando van André Masséna. Dumas kwam weldra bij de Oostenrijkers bekend te staan als der schwarze Teufel (de zwarte duivel).
Dumas ging daarna samen met een groot deel van het Franse leger mee met Napoleon op diens expeditie naar Egypte en vocht mee in de Slag bij de Piramiden. Hij was vervolgens ook betrokken bij het neerslaan van de opstand van Caïro. Hij kwam in conflict met Napoleon en vroeg toestemming om naar huis te gaan. Bij terugkeer naar Frankrijk moest zijn onzeewaardige schip La Belle Maltaise binnenlopen in Tarente in het koninkrijk Napels. Daar werd hij gevangenengenomen door de Sanfedismo en verbleef hij twee jaar lang in gevangenschap. Hij onderging ernstige mishandeling. Toen hij vrijkwam nadat Joachim Murat het koninkrijk Napels had verslagen, mankte hij met het rechterbeen, was hij doof aan zijn rechteroor en bijna blind aan zijn rechteroog. Ook had hij een maagzweer opgelopen die hem later fataal zou worden.

### Laatste jaren
Na zijn terugkeer in Frankrijk probeerde Dumas een nieuwe aanstelling te verkrijgen in het leger van Napoleon. Hij schreef hem daar herhaaldelijk over, maar slaagde hier niet in. Hij overleed in 1806 aan maagkanker in Villers-Cotterêts en liet zijn vrouw en kinderen in armoede achter.